# Erylus burtoni
Erylus burtoni är en svampdjursart som beskrevs av Claude Lévi 1983. Erylus burtoni ingår i släktet Erylus och familjen Geodiidae.
Artens utbredningsområde är havet kring Nya Kaledonien. Inga underarter finns listade i Catalogue of Life.